# Kanton Nemours
Kanton Nemours (fr. Canton de Nemours) je francouzský kanton v departementu Seine-et-Marne v regionu Île-de-France. Tvoří ho 51 obcí.
Před reformou kantonů 2014 ho tvořilo 17 obcí.

## Obce kantonu
od roku 2015:
| - Arville - Aufferville - Bagneaux-sur-Loing - Beaumont-du-Gâtinais - Blennes - Bougligny - Bransles - Chaintreaux - Château-Landon - Châtenoy - Chenou - Chevrainvilliers - Chevry-en-Sereine - Darvault - Diant - Dormelles - Égreville | - Fay-les-Nemours - Flagy - Garentreville - La Genevraye - Gironville - Grez-sur-Loing - Ichy - Larchant - Lorrez-le-Bocage-Préaux - La Madeleine-sur-Loing - Maisoncelles-en-Gâtinais - Mondreville - Montcourt-Fromonville - Montigny-sur-Loing - Montmachoux - Nanteau-sur-Lunain - Nemours | - Noisy-Rudignon - Nonville - Obsonville - Ormesson - Paley - Poligny - Remauville - Saint-Ange-le-Viel - Saint-Pierre-les-Nemours - Souppes-sur-Loing - Thoury-Férottes - Treuzy-Levelay - Vaux-sur-Lunain - Villebéon - Villemaréchal - Villemer - Voulx |

před rokem 2015:
- Bagneaux-sur-Loing
- Bourron-Marlotte
- Châtenoy
- Chevrainvilliers
- Darvault
- Faÿ-lès-Nemours
- Garentreville
- La Genevraye
- Grez-sur-Loing
- Montcourt-Fromonville
- Nanteau-sur-Lunain
- Nemours
- Nonville
- Ormesson
- Poligny
- Saint-Pierre-lès-Nemours
- Treuzy-Levelay